# Przewóz (gemeente)

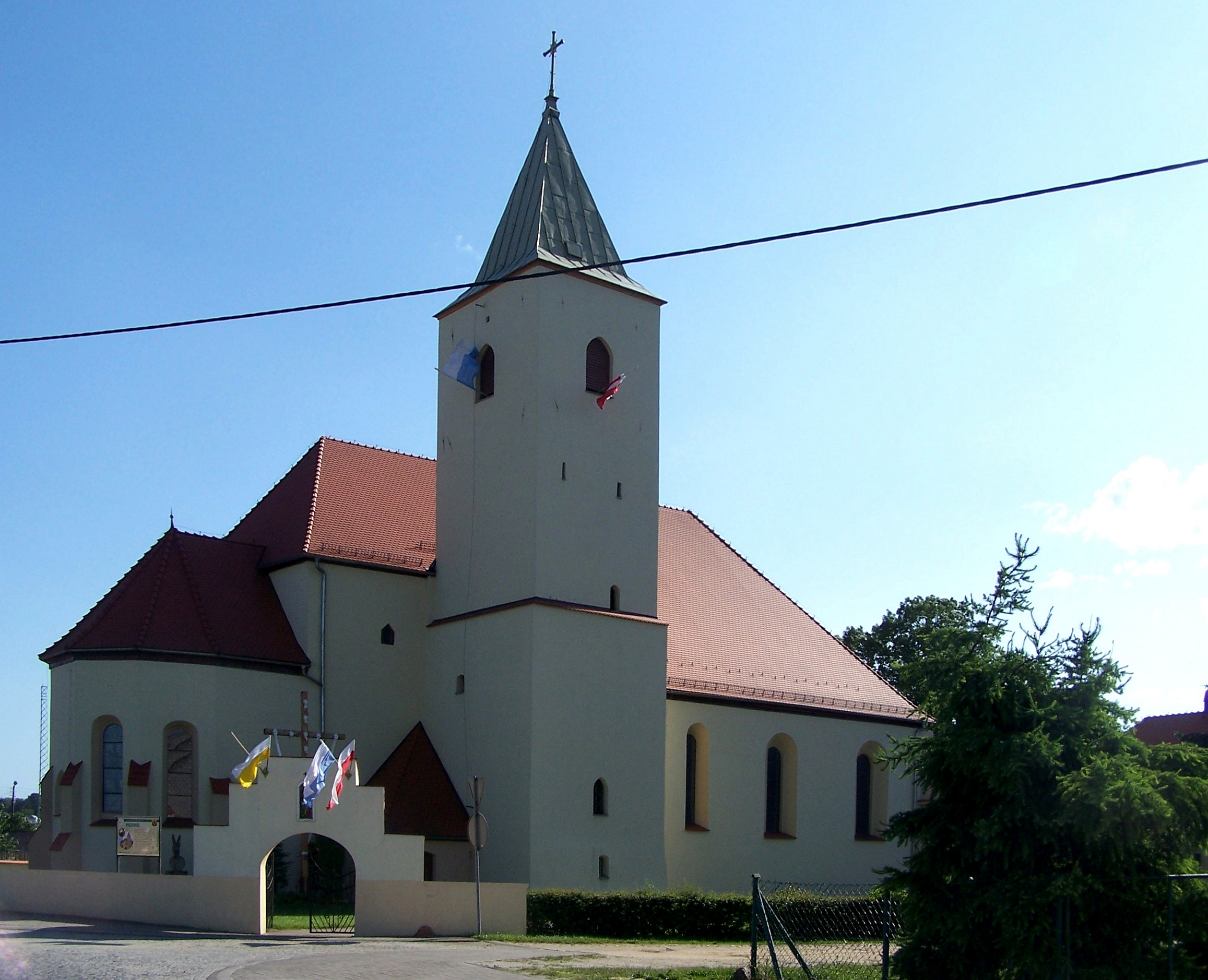
Kerk in Przewóz

De gemeente Przewóz is een landgemeente in het Poolse woiwodschap Lubusz, in powiat Żarski.
De zetel van de gemeente is in Przewóz.
Op 30 juni 2004 telde de gemeente 3296 inwoners.

## Oppervlakte gegevens
In 2002 bedroeg de totale oppervlakte van gemeente Przewóz 178,32 km², waarvan:
- agrarisch gebied: 25%
- bossen: 66%

De gemeente beslaat 12,8% van de totale oppervlakte van de powiat.

## Demografie
Stand op 30 juni 2004:
| Omschrijving                   | Totaal | Totaal | Vrouwen | Vrouwen | Mannen | Mannen |
| ------------------------------ | ------ | ------ | ------- | ------- | ------ | ------ |
| eenheid                        | aantal | %      | aantal  | %       | aantal | %      |
| inwoners                       | 3296   | 100    | 1678    | 50,9    | 1618   | 49,1   |
| bevolkingsdichtheid (inw./km²) | 18,5   | 18,5   | 9,4     | 9,4     | 9,1    | 9,1    |

In 2002 bedroeg het gemiddelde inkomen per inwoner 1722,9 zł.

## Administratieve plaatsen (sołectwo)
Bucze, Dąbrowa Łużycka, Dobrochów, Lipna, Mielno, Piotrów, Przewóz, Sanice, Sobolice, Straszów, Włochów.

## Aangrenzende gemeenten
Gozdnica, Lipinki Łużyckie, Łęknica, Pieńsk, Trzebiel, Węgliniec, Wymiarki, Żary. De gemeente grenst aan Duitsland.